# 미쓰비시 머티리얼
미쓰비시 머티리얼 주식회사(일본어: 三菱マテリアル株式会社, 영어: Mitsubishi Materials Corporation)는 일본의 비철금속회사로 미쓰비시 그룹에 소속되어 있다.

## 역사
- 1871년 - 구십구상회에서 탄광사업개시
- 1896년 - 나오시마 제련소 운영 개시
- 1918년 - 미쓰비시 광업 설립
- 1918년 - 토요쿠미 시멘트 설립
- 1949년 - 도쿄 증권거래소에 상장
- 1950년 - 기업재건에 따라 타이페이 광업과 미쓰비시 시멘트를 발족
- 1952년 - 미쓰비시 금속광업으로 사명변경
- 1972년 - 비바이 철도선을 폐선해 지역철도사업 철수
- 1973년 - 미쓰비시 금속으로 사명변경
- 1990년 - 미쓰비시 머티리얼로 사명변경
- 1998년 - 우베 미쓰비시 시멘트를 설립해 동년 시멘트의 판매/물류사업을 양도
- 2020년 - 미쓰비시 신동에 합병